# Södermanlands runinskrifter 75
Södermanlands runinskrifter 75, med signum Sö 75, är en sörmländsk runsten som sitter inmurad i ytterväggen till Vrena kyrka i Vrena socken och Nyköpings kommun. 

## Stenen
Erik Brate beskriver i Södermanlands runinskrifter 1924 hur runstenen upptäcktes midsommarafton 1901, då man skulle reparera sprickor i murbruket. Enligt Brate är höjden 1,50 meter, bredden nedtill 46 cm, i toppen över nedre slinglinjen 28 cm och slingans bredd är 10 cm. Den långsmala stenen som frigjordes från puts är inmurad liggande helt nära marken och till höger om kyrkans ingång. 
Ornamentiken består av en enkel, uformad ormslinga sedd i fågelperspektiv och den saknar det traditionella, kristna korset. Trots detta har den nu hamnat som kyrkans hörnsten. Dess ursprungliga plats är okänd.

## Inskriften
Translitterering av runraden:
niniR : auk : tiþkum : raistu : stain : at : ulf : bruþur : sin
Normalisering till runsvenska:
NænniR ok Tiðkumi ræistu stæin at Ulf, broður sinn.
Översättning till nusvenska:
Nänne och Tidkume reste stenen efter Ulv, sin broder.